# William Drumm Johnston
William Drumm Johnston (* 1899; † 5. November 1972) war ein US-amerikanischer Geologe.
Johnston war der Sohn eines Mechanikermeisters bei der Eisenbahn und wuchs in Chicago und Dayton auf.  Er sammelte als Jugendlicher Fossilien und wurde darin von seinem Lehrer an der High School August Frederick Foerste unterrichtet.
Er studierte Chemie und Geologie an der University of Chicago mit dem Abschluss 1921, lehrte dann Geologie an Universitäten in Cincinnati, Kentucky und an der New Mexico School of Mines und wurde 1933 an der George Washington University in Geologie promoviert. Ab 1928 war er beim US Geological Survey. Dort blieb er bis auf die Zeit von 1942 bis 1945 beim Board of Economic Warfare. Während der Zeit des Zweiten Weltkriegs waren die Suche nach bestimmten Mineralien und Erzen  Prioritäten und Johnston organisierte die Suche nach Chromit und anderen Rohstoffen (wie Piezokristallen) in Brasilien. In dieser Zeit knüpfte er gute Kontakte zu brasilianischen Geologen. 1945 wurde er Leiter der Auslandsabteilung des US Geological Survey, was er bis 1964 blieb. 1969 ging er in den Ruhestand.
Anfangs befasste er sich beim US Geological Survey mit Hydrogeologie von Nord-Alabama, danach mit Goldvorkommen in Kalifornien (Grass Valley) und Georgia. Nach dem Krieg baute er als Leiter der Auslandsabteilung des Geological Survey die Kontakte nach Südamerika aus, zum Beispiel durch Training von südamerikanischen Geologen in den USA und einem Programm zur Suche nach Eisenerz in Brasilien. Er sorgte auch für den Aufbau eines Geologischen Dienstes auf den Philippinen und später folgten Thailand und Indonesien.
1963 erhielt er die Leopold-von-Buch-Plakette. 1952 erhielt er den höchsten brasilianischen Orden Cruzeiro do Sul und 1959 erhielt er die Jose Bonifacio de Andrada e Silva Goldmedaille des brasilianischen geologischen Dienstes. 1970 wurde er Ehrenprofessor in Rio de Janeiro. Er erhielt den Distinguished Service Award des US-Innenministeriums.
Er war Mitglied der American Academy of Arts and Sciences (1961) und der Brasilianischen Akademie der Wissenschaften. 1939 bis 1941 war er Sekretär und 1957 Vizepräsident der Society of Economic Geologists und 1957 Präsident der Geological Society of Washington.
Er war seit 1931 verheiratet und hatte vier Kinder.